# Evenus tagyra
Evenus tagyra is een vlinder uit de familie van de Lycaenidae. De wetenschappelijke naam van de soort werd als Thecla tagyra in 1865 gepubliceerd door William Chapman Hewitson.